# Ranch Rescue
Ranch Rescue es una organización paramilitar voluntaria  que fue creado para asistir a dueños de tierras y americanos con propiedad cerca de la frontera de México en la protección de su propiedad. La organización reclama que la protección es necesaria debido a los daños causados a la economía por parte de los migrantes ilegales.También clama que el gobierno ha fallado intencionadamente al proteger dueños de propiedad. El grupo también llegó a tener un sitio de web con enlaces a opinión y artículos noticiosos con respecto a la seguridad y la frontera.  Él sitio web fungió como herramienta de reclutamiento para miembros futuros del grupo.

## Trasfondo
Los ataques terroristas del 11 de septiembre de 2001 dieron a los grupos extremistas la oportunidad de explotar el miedo y la ira que suscitaron estos ataques contra los inmigrantes. Grupos racistas como el Consejo de Ciudadanos Conservadores culparon de los ataques a la falta de vigilancia estadounidense contra los inmigrantes. Apenas unos meses después de los ataques, la Alianza Nacional (reconocida organización neonazi) distribuyó volantes en el área de Chicago que presentaban el World Trade Center y la frase "¡Cierre nuestras fronteras!".
En marzo de 2003, varios grupos de supremacistas, tales como Revolución Blanca, el Movimiento Nacionalsocialista, las Naciones Arias, los Caballeros Celtas del KKK y el Movimiento de la Creatividad (antes Iglesia Mundial del Creador), se unieron para realizar una manifestación contra la inmigración. en San Antonio, Texas, para actuar en contra de la "marea de desdichados desechos marrones ilegales que oscurecen constantemente nuestra tierra". Dados estos sentimientos, no sorprende el esfuerzo de extremista por tomar la ley por mano propia y administrar su propia forma de “justicia” en la zona fronteriza de Arizona. Varios grupos extremistas están encabezando un esfuerzo por movilizar a los vigilantes armados para "patrullar" la frontera de Arizona y detener lo que ven como una "invasión" mexicana. Apelando a los miedos xenófobos y creando una atmósfera amenazante en las comunidades en las que actúan, podrían detonar una situación ya de por sí volátil.

## Historia
Rescate del Rancho tuvo células en los estados de Arizona, California, Colorado, Kentucky, Nuevo México, Misuri, Oklahoma, Texas, y Virginia. En 2003, la célula de Arizona, más grande en fue disuelta por problemas internos. Generalmente, el grupo opera en propiedad privada en las cercanías a las tierras de los dueños. Cuándo un terrateniente pide protección a la organización, los miembros del grupo se organiza como si se tratase de una operación militar. En los operativos se observa el uso de equipamiento de vigilancia electrónica, binoculares, bengalas, radios, perros entrenados , armas de fuego y demás equipamiento.
El 16 de octubre de 2002, 13 miembros de Ranch Rescue, lanzaron una “operación” de la frontera entre Arizona y México cerca de la localidad de Lochiel, condado de Santa Cruz. Vestidos con uniformes militares de camuflaje y portando rifles y otras armas, los miembros de la patrulla (apodada de manera algo engreída "Operación Halcón") marchabanpor el desierto, supuestamente en busca de "traficantes de drogas armados". En esta ocasión, efectivamente encontró a algunos contrabandistas, aunque no armados, que dejaron caer la marihuana que portaban y huyeron al desierto.
Aunque Ranch Rescue no trató de detener a los presuntos contrabandistas durante la operación, los agentes de la ley y los funcionarios de aduanas locales no estaban contentos con el encuentro. El incidente se produce en un momento de creciente actividad por parte de grupos de autodefensas extremistas a lo largo de la frontera de Arizona en los últimos meses, que han creado tensión y miedo en ambos lados de la frontera. Sin desanimarse, Ranch Rescue planeo la "Operación Thunderbird" a lo largo de la frontera de Arizona para la primavera de 2003, con el fin de documentar "la amenaza a los ciudadanos de Arizona de las incursiones armadas transfronterizas de traficantes de drogas armados y unidades militares y paramilitares extranjeras que operan en propiedad privada estadounidense."
Ranch Rescue supuestamente realiza sus actividades en propiedad privada con el consentimiento de los propietarios. Sin embargo, el Conservatorio de la Naturaleza, que es dueño de la tierra donde Ranch Rescue estaba llevando a cabo sus actividades, asumió erróneamente que los vigilantes eran de la Patrulla Fronteriza de los Estados Unidos. Cuando descubrió que el grupo no era la Patrulla Fronteriza, le pidió a Ranch Rescue que se fuera y posteriormente también instaló cerraduras en las puertas a la propiedad (anteriormente, habían dejado las puertas abiertas para el libre acceso de los milicianos).

## Asuntos Legales
En una operación en rancho Sutton Rancho en el Condado de Jim Hogg,Texas, fue realizada la "Operación Halcón", el 18 de marzo de 2003. Fatima Del Socorro Leiva Medina y Edwin Alfredo Mancia Gonzales, inmigrantes de El Salvador, alegaron que fueron perseguidos, detenidos, amenazados y asaltados por miembros de Ranch Rescue, después de haber sido observados entrar sin autorización en una propiedad en la ciudad de Hebronville. En el operativo, Henry Mark Conner, presuntamente apuntó con su rifle a Fatima Leiva y Edwin Mancia durante el incidente. Él y Casey James Nethercott, otro miembro, les presentaron  cargos de agresión agravada y detención ilegal. Nethercott  además tenía un antededente por posesión ilegal de un arma de fuego en un juicio anterior. En 2011 el New York Times informó que Nethercott "tiene una seguidilla de condenas de agresión y posesión de armas, y fue mencionado en un testimonio durante una investigación abusos por parte de cazarrecompensas por detener ay apuntar con su arma a dos estudiantes de secundaria oriundos del sur California, que regresaban a casa después de un partido de fútbol."
Después de los ataques, Leiva y Mancia demandadaron a la célula de Texas de Ranch Rescue. Estuvieron representados por abogados del Centro de Ley de Pobreza Del sur (SPLC) y el Fondo de Educación y Defensa Legal del mexico-americano, entre otros. Demandaron a los milicianos por daños físicos y emocionales.
El caso fallo a favor de los migrantes Joseph Sutton indemnizo por $100,000 dólares, pero Nethercott o Jack Foote se defendieron en la corte. Nethercott se le ordenó pagar una liquidación por defecto por $850,000. Incapaz de pagar la liquidación, Nethercott se le ordenó entregar su única propiedad (un terreno de 280,000) resto, cerca de la frontera de Arizona con el estado de Sonora.
En una acción considerada por algunos como respuesta a este laudo civil, los votantes de Arizona aprobaron, en un voto favorable del 74.2% de los votos emitidos, la Proposición 102 (2006) de Arizona Standing in Civil Actions, que impide que los inmigrantes ilegales cobren daños punitivos. 
Sin embargo, esta ley no ayudó a Ranch Rescue y, en 2011, se citó a Nethercott diciendo: "Si algo sucede con un ilegal y tratan de demandarte y obtener visas y amnistía, ya no funcionará. Nadie más perderán su hogar. Eso es lo importante".
El 15 de septiembre del 2004,un agente del FBI disparó contra un grupo de Nethercott mientras intentaba ejecutar una orden de arresto contra uno de sus asociados, terminando con un herido. Dijeron los funcionarios del FBI. El tiroteo ocurrió alrededor de las 11:15 p. m. en el estacionamiento de una tienda de comestibles en Douglas. Nethercott y Riddle eran exmiembros de Ranch Rescue, porque recientemente rompieron relaciones con su fundador Jack Foote. Después de la división, intentaron reclutar voluntarios para una nueva milicia llamada Guardia de Arizona (Arizona Guard). Después del arresto Nethercott y Riddle negaron cualquier vínculo con nacionalistas blancosy neo nazis en su milicia.